# Sephanoides sephaniodes
Sephanoides sephaniodes là một loài chim trong họ Chim ruồi.